# Theologou (automóvil)
N. Theologou Etaireia Kinitiron (o simplemente: N. Theologou o Theologou) era una empresa automovilística griega fundada en 1906 y disuelta en 1925 que fue una de las primeras empresas automotrices en la historia de Grecia.

## Historia
Fue fundada por Nikos Theologou, un mecánico de automóviles griego que trabajó durante algunos años en los Estados Unidos y autorizado en Grecia en 1914. Entre 1916 y 1918, diseñó y construyó un pequeño automóvil de pasajeros con motor de Motocicleta y Chasis de Ford T pero debido a la entrada de Grecia al Primer Conflicto Mundial, la producción de este nuevo automóvil se detuvo.
A partir de 1918 al casi finalizar la guerra pudo finalizar su automóvil tan deseado el N. Theologou 10 hp el cual casi no se logró vender, debido a la subida de precios debido a la Guerra, en 1920 la empresa se dedicaba a la construcción de carrocerías de autobuses y camiones. La producción se detuvo en 1925 debido a las bajas ventas del automóvil producido, y también y lógicamente, por la fuerte competencia de empresas como Tournikiotis y Athena en Atenas, Buhayer en Patras entre otras.